# Zegara personata
Zegara personata is een vlinder uit de familie Castniidae. De wetenschappelijke naam van de soort is, als Gazera personata, voor het eerst geldig gepubliceerd in 1865 door Francis Walker.
De soort komt voor in het Neotropisch gebied.

## Ondersoorten
- Zegara personata personata
  - = Castnia linoides Strand, 1913
  - = Castnia halli Joicey & Talbot, 1925
- Zegara personata daguana (Preiss, 1899)
  - = Castnia daguana Preiss, 1899
  - = Castnia gephyra Hering, 1923
  - = Castnia dimorpha Röber, 1927
  - = Castnia daguana fuliginea Talbot, 1929
- Zegara personata juanita (Preiss, 1899)
  - = Castnia juanita Preiss, 1899